# المؤسسة العامة للرعاية السكنية (الكويت)
المؤسسة العامة للرعاية السكنية أو وزارة الإسكان الكويتيّة هي إحدى الهيئات الحكوميّة في دولة الكويت، الوزير الحالي هو عبداللطيف حامد المشاري.

## نبذة مختصرة عن المؤسسة
تم إنشاء المؤسسة العامة للرعاية السكنية وفق القانون رقم (47) لسنة 1993 بهدف توفير الرعاية السكنية لمستحقيها من المواطنين الكويتيون من خلال بدائل متعددة ، وتعد الجهة المنفذة لسياسات الحكومة الإسكانية كما أن توجهاتها جزءًا لا يتجزأ من المنظومة الاقتصادية والاجتماعية للدولة ، ومع بروز الحاجة لرفع معدلات التنفيذ لمواكبة التسارع الملحوظ في الطلبات ارتأت المؤسسة إعادة هيكلة استراتيجيتها على النحو الذي يسمح بتفعيل مستوى أعلى من الشراكة بين القطاعين العام والخاص وتشجيع المطورين العقاريين على التفاعل بصورة أكبر مع خططها ومشاريعها ، هي مؤسسة عامة ذات شخصية إعتبارية وميزانية مستقلة، وتخضع لإشراف الوزير المختص بشؤون الإسكان.